# پایگاه هوایی نیونسکویه
 پایگاه هوایی نیونسکویه (به انگلیسی: Nivenskoye) یک فرودگاه نظامی است که یک باند فرود بتن دارد و طول باند آن ۲۶۰۰ متر است. این فرودگاه در شهر کالینینگراد کشور روسیه قرار دارد و در ارتفاع ۲۰ متری از سطح دریا واقع شده است.